# جيمس أوغسطين والش
جيمس أوغسطين والش (بالإنجليزية: James Augustine Walsh)‏ هو قاضي ومحامي أمريكي، ولد في 17 سبتمبر 1906، وتوفي في 2 مايو 1991.